# Sedum abchasicum
Sedum abchasicum är en fetbladsväxtart som beskrevs av Kolik. och V.V. Byalt. Sedum abchasicum ingår i Fetknoppssläktet som ingår i familjen fetbladsväxter. Inga underarter finns listade i Catalogue of Life.